# Козлув (Домбровський повіт)
Козлув (пол. Kozłów) — село в Польщі, у гміні Ґрембошув Домбровського повіту Малопольського воєводства.
Населення — 143 особи (2011).
У 1975-1998 роках село належало до Тарновського воєводства.

## Демографія
Демографічна структура станом на 31 березня 2011 року:
|          | Загалом | Допрацездатний вік | Працездатний вік | Постпрацездатний вік |
| -------- | ------- | ------------------ | ---------------- | -------------------- |
| Чоловіки | 72      | 17                 | 42               | 13                   |
| Жінки    | 71      | 11                 | 41               | 19                   |
| Разом    | 143     | 28                 | 83               | 32                   |